# Ляпино (Юкаменский район)
Ляпино — деревня в Юкаменском районе Удмуртии, в составе Юкаменского сельского поселения.

## География
Деревня расположена на высоте 217 м над уровнем моря.
Улицы:
- Процветающая

## Население
Численность постоянного населения деревни составляет 74 человека (2007).